# Serviço militar de Douglas MacArthur

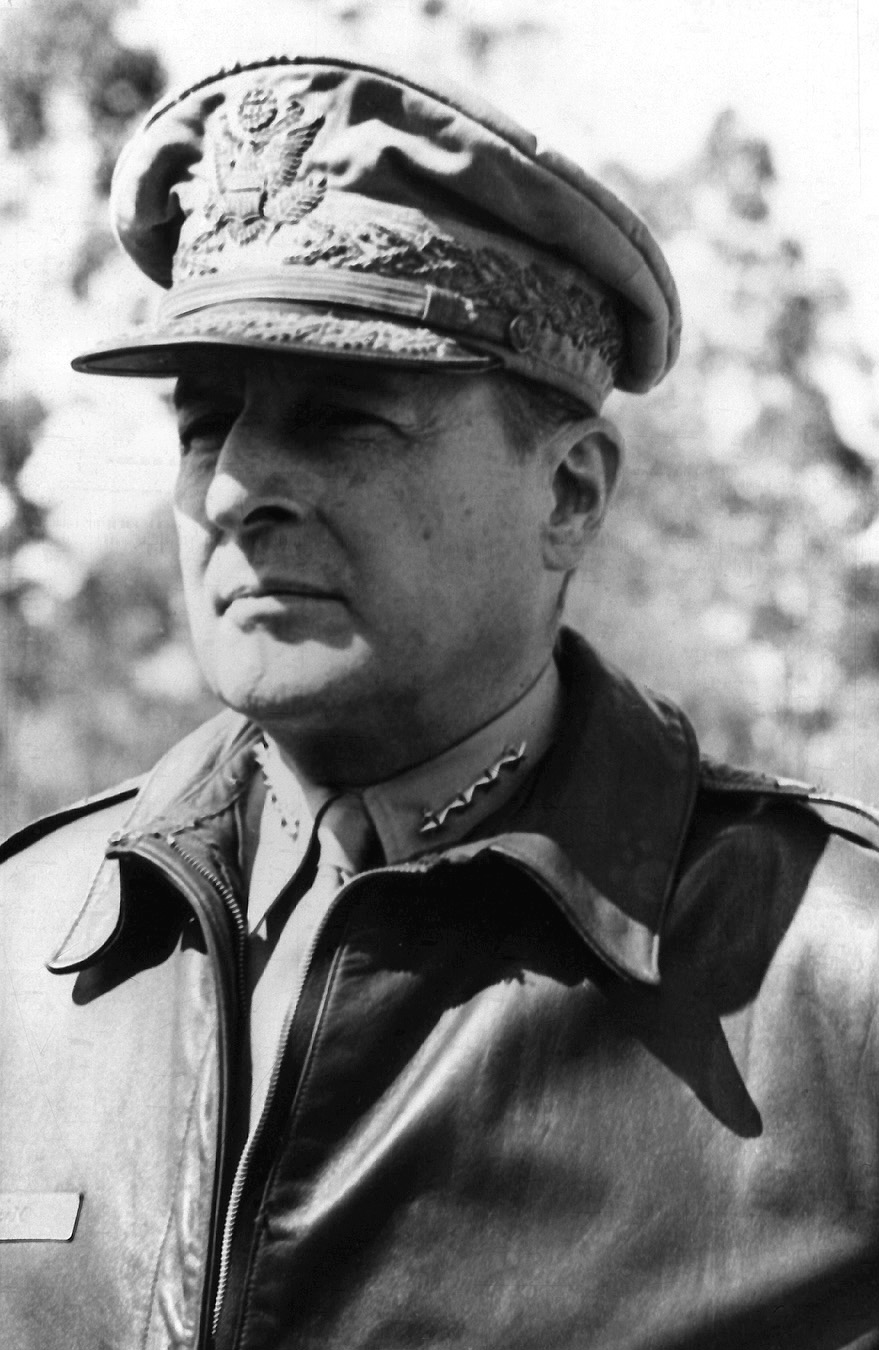
General Douglas MacArthur em 1943-1944

Este é o resumo do serviço militar de Douglas MacArthur, um General do Exército dos Estados Unidos, que iniciou sua carreira em 1903 como segundo-tenente e serviu em três grandes conflitos militares, passando a ocupar os mais altos cargos militares tanto dos Estados Unidos quanto do Filipinas.

## História

### Cronologia e resumo do serviço militar

#### West Point
- 13 de junho de 1899 – nomeado cadete na Academia Militar dos Estados Unidos, West Point, Nova York .
- 1900: É vítima de trote e se envolve em um grave escândalo onde um cadete é morto por abuso de um veterano. Durante a investigação ele implica apenas cadetes que já foram expulsos de West Point ou que já haviam confessado.
- 11 de junho de 1903 – Graduado em primeiro lugar em sua classe, comissionado como segundo-tenente no Corpo de Engenheiros

#### Início de carreira
- Outubro de 1903: Serve na Companhia I, 3º Batalhão de Engenheiros nas Ilhas Filipinas.
- Novembro de 1903: Emboscado por dois bandidos ou guerrilheiros filipinos durante a construção de um cais em Guimaras. Ele atirou e matou os dois.
- Abril de 1904: Promovido a Primeiro-tenente
- Novembro de 1904: Torna-se assistente do Diretor de Engenharia da Divisão do Exército do Pacífico em São Francisco, Califórnia.
- Janeiro de 1905: Atribuído à Comissão de Detritos da Califórnia até outubro de 1905.
- Diretor de Engenharia Interino, Divisão do Pacífico, julho de 1905 a outubro de 1905.
- Novembro de 1905: Reporta-se a Tóquio, Japão, para servir como assessor de seu pai (Major General Arthur MacArthur, Jr.) no Extremo Oriente. Presta serviço em vários locais no Extremo Oriente.
- Agosto de 1906: Tira licença de três meses. Retorna aos Estados Unidos.
- Novembro de 1906: Designado para o 2º Batalhão de Engenheiros no Quartel de Washington.
- Dezembro de 1906: Serve como ajudante de campo do presidente Theodore Roosevelt
- Agosto de 1907: Frequenta a Escola de Aplicação de Engenharia em Washington, DC Gradua-se em 28 de fevereiro de 1908.
- Março de 1908: Designado como Oficial Responsável (OIC), Comissão de Melhorias, Milwaukee, Wisconsin
- Abril de 1908: Nomeado comandante da Companhia K, 3º Batalhão de Engenheiros. Mais tarde naquele ano, torna-se instrutor na Mounted Service School, Fort Riley, Kansas.
- Abril de 1909: Torna-se Intendente do 3º Batalhão de Engenheiros.
- 27 de fevereiro de 1911: Promovido a capitão e atua como oficial encarregado do Depósito de Engenharia em Fort Leavenworth, Kansas.
- Abril de 1913: Nomeado superintendente do Estado, da Guerra e do Edifício da Marinha em Washington, D.C.
- 25 de setembro de 1913: Designado para o Corpo de Estado-Maior General, para atuar como membro e escrivão do Conselho de Tropas de Engenharia.
- Abril de 1914: Torna-se oficial assistente de engenharia da expedição militar a Veracruz, México. Conduz uma missão de reconhecimento não autorizada durante a qual se envolve em três tiroteios nos quais mata um total de sete mexicanos. [1]
- 11 de dezembro de 1915: Promovido a major, atua como oficial de engenharia no Estado-Maior do Exército.

#### Primeira Guerra Mundial
- 10 de agosto de 1917: Torna-se chefe do Estado-Maior da 42ª Divisão e é creditado por chamá-la de "Divisão Arco-Íris".
- 11 de agosto de 1917: Promovido ao posto temporário de coronel do Exército Nacional. Reporta-se a Camp Mills, Long Island, Nova York para começar a formar a 42ª Divisão.
- Novembro de 1917: Parte dos EUA para França e junta-se à Força Expedicionária Americana .
- 26 de junho de 1918: É nomeado general de brigada do Exército Nacional e em agosto é nomeado comandante da 84ª Brigada de Infantaria, que faz parte da 42ª Divisão. Comanda brevemente a 42ª Divisão de 10 a 22 de novembro de 1918.
- 1918 – 1919: Recebe duas Cruzes de Serviço Distinto e sete Citações Estrela de Prata (mais tarde convertidas em Estrelas de Prata) por liderança e bravura no campo de batalha e também é ferido em combate e gaseado pelo inimigo. Era conhecido por liderar pessoalmente as tropas na batalha, muitas vezes sem arma própria. Começa a desenvolver um relacionamento negativo com o General dos Exércitos John Pershing, após sentir que Pershing está desperdiçando a vida de suas tropas com más táticas militares.
- Maio de 1919: Retorna aos Estados Unidos como um herói, mas fica perturbado com a falta de reconhecimento que sua Divisão Arco-Íris recebe por suas ações na França.

#### Entreguerras
- 12 de junho de 1919: Torna-se Superintendente da Academia Militar dos Estados Unidos, West Point.[2]
- 20 de janeiro de 1920: Nomeado general de brigada do Exército Regular.[2] É um dos poucos oficiais que mantém sua patente de guerra. Recebe um relatório de avaliação negativo de Pershing, agora Chefe do Estado-Maior, que classifica MacArthur em 38º lugar entre 45 generais e afirma que MacArthur tem uma "visão exaltada de si mesmo e deve permanecer em seu posto atual por vários anos".
- Fevereiro de 1922: casou-se com a socialite Louise Cromwell Brooks em Palm Beach, Flórida.
- 1º de novembro de 1922: Torna-se Comandante Geral, Distrito de Manila, nas Filipinas.[2]
- 29 de junho de 1923: Enquanto ainda servia como Comandante do Distrito de Manila, também se tornou comandante da 23ª Brigada de Infantaria.
- 18 de novembro de 1924: Designado comandante da Divisão Filipina.[2]
- 17 de janeiro de 1925: Promovido a major-general, tornando-se o mais jovem general de duas estrelas do Exército dos EUA.
- 1º de fevereiro de 1925: Retorna aos Estados Unidos para se tornar comandante de corpo de exército.[2]
- 1º de maio de 1925: Designado como Comandante de Área do 4º Corpo, abrangendo os estados do sudeste com sede em Atlanta.[2] Rapidamente transferido porque os residentes locais não receberam bem MacArthur porque seu pai era um oficial da União durante a Guerra Civil.
- 25 de julho de 1925: Liberado da designação como Comandante de Área do 4º Corpo.
- 1º de agosto de 1925 – 3 de setembro de 1928: Serve como Comandante de Área do 3º Corpo, com sede em Baltimore, Maryland.[2]
- Novembro a dezembro de 1925: Serve como membro da corte marcial do Brigadeiro General Billy Mitchell.
- 16 de setembro de 1927 a 1928: Serve como presidente do Comitê Olímpico Americano. Lidera a equipe olímpica dos Estados Unidos a Amsterdã em agosto de 1928.
- 1º de outubro de 1928: Designado Comandante Geral do Departamento das Filipinas, com sede em Manila.[2]
- 1929: Divorcia-se de sua esposa Louise devido a incompatibilidade mútua.
- 2 de outubro de 1930: Torna-se comandante da Área do Nono Corpo, com sede no Presídio de São Francisco, Califórnia.[2]
- 21 de novembro de 1930: Nomeado pelo Presidente Hoover como Chefe do Estado-Maior do Exército dos Estados Unidos e promovido ao posto de general na mesma data.[2]
- 1931: Propõe o Distintivo do Estado-Maior do Exército, mas não é aprovado pelo Departamento de Guerra até 1933.
- 22 de fevereiro de 1932: Restabelece o Purple Heart no 200º aniversário do nascimento de George Washington. Anteriormente, divisas enroladas eram usadas na manga direita do uniforme.
- 27 de fevereiro de 1932: Instalado como Supremo Paramount Carabao da Ordem Militar do Carabao em Washington, D.C.
- Junho de 1932: Preside a dispersão do "Exército Bônus", considerado um ponto baixo de sua gestão como Chefe do Estado-Maior do Exército.
- 16 de julho de 1932: Estabelece a condecoração Estrela de Prata para valor em combate para substituir a Estrela de Citação de Prata que era usada na medalha de campanha apropriada.
- 1º de outubro de 1935: Conclui sua missão como chefe do Estado-Maior e recusa a aposentadoria do exército. De acordo com os regulamentos do Exército, reverte ao posto permanente de major-general.
- Outubro de 1935: Conhece a herdeira Jean Faircloth em sua viagem às Filipinas.
- 26 de outubro de 1935: Chega às Filipinas e torna-se Conselheiro Militar Chefe do Governo da Commonwealth das Filipinas. Fixa residência no Hotel Manila.
- 3 de dezembro de 1935: Mary Pinkney "Pinkie" Hardy MacArthur (n. 1852) morre em Manila.
- 14 de janeiro de 1936: Feito Mestre Maçom à vista por Samuel R. Hawthorne, Grão-Mestre das Filipinas.
- 24 de agosto de 1936: Comissionado como marechal de campo no Exército Filipino. Única pessoa que ocupou esse posto no exército filipino. Começa a usar o quepe de “ovos mexidos” frequentemente associado à sua imagem.
- 30 de abril de 1937: Casa-se com Jean Faircloth na cidade de Nova York.
- 31 de dezembro de 1937: Aposenta-se do Exército dos EUA a seu próprio pedido. Colocado na lista de aposentados como general de quatro estrelas.
- 1º de janeiro de 1938 – 25 de julho de 1941: Conselheiro civil do governo filipino em assuntos militares.
- 21 de fevereiro de 1938: Nasce o filho Arthur MacArthur IV em Manila.

#### Segunda Guerra Mundial

##### 1941-1942
- 26 de julho de 1941: Chamado de volta ao serviço ativo no Exército dos Estados Unidos com o posto de major-general e nomeado general comandante das Forças do Exército dos Estados Unidos no Extremo Oriente (USAFFE).
- 27 de julho de 1941: Comissionado como tenente-general temporário do Exército dos Estados Unidos.
- 8 de dezembro de 1941: Os japoneses invadem as Filipinas.
- 18 de dezembro de 1941: Promovido a general quatro estrelas do Exército dos Estados Unidos.
- 24 de dezembro de 1941: Muda a sede de Manila para Corregidor. Declara Manila uma cidade aberta.
- Dezembro de 1941 – maio de 1942; As forças aliadas recuam para Bataan e Corregidor
- 15 de janeiro de 1942: US$ 500.000 do tesouro filipino são depositados por transferência bancária na conta bancária pessoal de MacArthur. É uma gratificação do presidente das Filipinas, Manuel Quezon, a MacArthur, por seus serviços prestados às Filipinas.
- 22 de fevereiro de 1942: O presidente Roosevelt recebeu ordem de deixar as Filipinas e ir para a Austrália.
- 12 de março de 1942: Parte das Filipinas em barco PT e depois pega um avião de Mindanao para a Austrália.
- 17 de março de 1942: Chega ao Batchellor Field em Darwin, Austrália.
- 20 de março de 1942: Em Terowie, Austrália do Sul, MacArthur promete: "Saí de Bataan e voltarei."
- 21 de março de 1942: Estabelece a sede da USAFFE em Melbourne, Austrália.
- 1º de abril de 1942: Recebeu a Medalha de Honra pela Ordem Geral nº 16 do Departamento de Guerra por seus esforços para defender as Filipinas.
- 9 de abril de 1942: O major-general Edward P. King rende as últimas forças americanas e filipinas na península de Bataan.
- 18 de abril de 1942: Nomeado Comandante Supremo Aliado da Área Sudoeste do Pacífico (SWPA) com sede em Melbourne. O primeiro-ministro australiano , John Curtin, dá a MacArthur o controle dos militares australianos, que inicia a campanha da Nova Guiné. MacArthur também comanda forças americanas, holandesas e neozelandesas.
- 6 de maio de 1942: Queda da ilha do Corregidor. O tenente-general Jonathan Wainwright IV rende as forças americanas e filipinas restantes nas Filipinas.
- 18 de junho de 1942: Nomeado Comandante Supremo Aliado, Área Sudoeste do Pacífico.
- 21 de julho de 1942: Muda a sede para o edifício Australian Mutual Provident (AMP) em Brisbane, Austrália.
- 5 de setembro de 1942: O I Corpo de exército, comandado pelo Tenente General Robert Eichelberger, chega à Austrália e é designado para as 32ª e 41ª Divisões de Infantaria. O I Corps serve como quartel-general das forças terrestres dos EUA designadas para SWPA e está inicialmente subordinado ao Primeiro Exército Australiano.
- 15 de setembro de 1942: O 126º Regimento de Infantaria da 32ª Divisão de Infantaria chega à Nova Guiné. Isto marca o início da campanha da Nova Guiné.
- 19 de setembro de 1942: Recebeu a Medalha de Serviço Distinto pela Legião Americana .
- 6 de novembro de 1942: Transfere o quartel-general tático da SWPA para Port Moresby, Nova Guiné. A sede principal permanece em Brisbane.
- 16 de novembro de 1942 a 22 de janeiro de 1943: Batalha de Buna–Gona. As forças americanas e australianas comandadas por MacArthur engajadas em uma campanha árdua eliminaram um reduto japonês no sudoeste da Nova Guiné. As baixas aliadas foram elevadas e muito se aprendeu sobre a condução da guerra na selva.

##### 1943
- 16 de fevereiro de 1943: O Sexto Exército dos Estados Unidos é formado sob o comando do Tenente General Walter Kruger. O Sexto Exército serve como quartel-general de todas as forças terrestres dos EUA na Área Sudoeste do Pacífico.
- 2 a 4 de março de 1943: Batalha do Mar de Bismarck. As forças aéreas aliadas sob o comando de MacArthur afundam 8 transportes, 4 destróieres e destroem 20 aviões de combate com baixas leves. A vitória reduz enormemente a capacidade do Japão de reforçar as suas forças na Nova Guiné.
- 30 de junho de 1943 a março de 1944: MacArthur implementa a Operação Cartwheel, que consiste em 10 operações individuais com o objetivo de isolar a principal base japonesa em Rabaul. A operação é baseada nos princípios de evitar áreas fortemente controladas e usar o "salto entre ilhas" para obter vantagens posicionais.
- 1943 – 1944: Discute com o Estado-Maior Conjunto sobre a reconquista das Ilhas Filipinas. Chefes propõem desvio; MacArthur teve uma conferência com o presidente Roosevelt e o almirante Chester Nimitz em julho de 1944 para defender a invasão das Filipinas. Devido a questões logísticas, o Estado-Maior Conjunto decidiu invadir apenas o sul das Ilhas Filipinas. MacArthur novamente deve lutar para convencer seus superiores a invadirem todas as Ilhas Filipinas. Os Chefes Conjuntos eventualmente concordam que MacArthur liderará a invasão das Ilhas Filipinas no Golfo de Leyte e atacará Manila.

##### 1944
- Início de 1944: Após ser abordado por líderes do Partido Republicano, considera concorrer à indicação republicana para as eleições presidenciais de 1944.
- 29 de março de 1944: Investido como Cavaleiro da Grã-Cruz da Ordem do Banho por Alexander Hore-Ruthven, Governador Geral da Austrália.
- 30 de abril de 1944: Emite uma declaração solicitando que nenhuma ação seja tomada para nomeá-lo para presidente. Ele afirma: “Eu não o cobiço nem aceitaria”.
- Junho de 1944: Recebe um voto para a nomeação presidencial na Convenção Nacional Republicana de 1944.
- 28 de julho de 1944: Reúne-se com o presidente Roosevelt, o almirante William Leahy e o almirante Chester Nimitz em Honolulu, Havaí, para discutir as alternativas de invadir as Filipinas ou Taiwan antes da invasão do Japão. MacArthur consegue convencer Roosevelt a fazê-lo liderar a invasão das Filipinas.
- 20 de outubro de 1944: MacArthur cumpre sua promessa de retornar às Filipinas. As forças dos EUA desembarcaram em Leyte e iniciaram a reconquista das Filipinas.
- 18 de dezembro de 1944: Promovido ao recém-criado posto de General do Exército, tornando-se o segundo oficial da ativa do Exército dos EUA, depois do Chefe do Estado-Maior do Exército, George Marshall.

##### 1945
- 5 de fevereiro de 1945: Forças sob o comando de MacArthur libertam Manila . Muda a sede para Manila.
- 7 de março de 1945: Retorna ao Corregidor após sua recaptura.
- 11 de março de 1945: Recebeu a Medalha de Valor da Comunidade das Filipinas.
- Verão de 1945: Começa a planejar a invasão do Japão (codinome Operação Downfall ) com data de início provisória em 1º de novembro de 1945.
- 26 de julho de 1945: Informado pelo Brigadeiro General Thomas F. Farrell sobre a bomba atômica.
- 6 de agosto de 1945: MacArthur fica surpreso com a notícia do uso da bomba atômica para destruir Hiroshima. Ele é citado como tendo dito que "este aparato tornará obsoletos homens como eu".
- 14 de agosto de 1945: O Japão se rende. MacArthur é nomeado Comandante Supremo das Potências Aliadas (SCAP) e recebe o comando de todas as Forças Aliadas no Japão.
- 15 de agosto de 1945: O Congresso Filipino concede-lhe cidadania honorária e decreta que seu nome será perpetuado nas listas do Exército Filipino.
- 27 de agosto de 1945: Eleito Compatriota da Sociedade Empire State dos Filhos da Revolução Americana .
- 30 de agosto de 1945: Chega ao Japão e assume o comando da ocupação do Japão e é nomeado governador militar das ilhas japonesas.
- 2 de setembro de 1945: Preside a cerimônia de rendição japonesa na Baía de Tóquio, a bordo do encouraçado USS Missouri . Ameaça a União Soviética com conflito armado caso os soldados do Exército Vermelho tentem ocupar qualquer parte do Japão.
- 2 de outubro de 1945: Estabelece sua sede no Edifício Dai Ichi em Tóquio.

#### Ocupação do Japão
- 15 de dezembro de 1945: Ordena o fim do Xintoísmo como religião oficial do Japão.
- 1945 – 1948: Inicia reformas abrangentes, elabora uma nova constituição para o Japão, concedendo às mulheres o direito de voto e põe fim a séculos de adoração ao deus imperador.
- Janeiro de 1946: Decide não processar o Imperador Hirohito por crimes de guerra porque o Imperador foi inestimável para os esforços de MacArthur para reformar o Japão.
- 19 de janeiro de 1946: O Tribunal Militar Internacional reúne-se em Tóquio para conduzir julgamentos de crimes de guerra. MacArthur recebe autoridade final para aprovar condenações e executar sentenças.
- 23 de março de 1946: Promovido permanentemente a General do Exército.
- 10 de abril de 1946: Primeiras eleições livres na história do Japão. As mulheres japonesas votam pela primeira vez.
- 10 de maio de 1946: Visitado em Tóquio pelo Chefe do Estado-Maior do Exército, Dwight D. Eisenhower. É a primeira vez que os homens se encontram desde dezembro de 1939. [3]
- 4 de julho de 1946: As Filipinas tornam-se uma nação independente. MacArthur, representando o Exército dos Estados Unidos, participa da celebração em Manila.
- 14 de dezembro de 1946: Investido com a Grã-Cruz da Legião de Honra Francesa.
- 1º de janeiro de 1947: O Comando do Extremo Oriente é estabelecido com sede em Tóquio.
- 3 de maio de 1947: A nova constituição do Japão, grandemente influenciada por MacArthur, entra em vigor.
- Junho de 1948: Recebe 11 votos para a indicação presidencial na Convenção Nacional Republicana de 1948.
- 9 de julho de 1948: Retornou à lista ativa do Exército Regular. Ele era oficialmente oficial aposentado na ativa desde 26 de julho de 1941.

#### Guerra da Coreia
- 1950: Eleito membro honorário da Sociedade de Cincinnati de Nova York.
- 21 de junho de 1950: Encontra-se com o futuro secretário de Estado John Foster Dulles em Tóquio.
- 25 de junho de 1950: Invasão da Coreia do Norte na Coreia do Sul.
- 8 de julho de 1950: Nomeado Comandante-em-Chefe do Comando das Nações Unidas e assume o comando de todas as forças das Nações Unidas na Coreia.
- 31 de julho de 1950: Viaja para Taiwan e conduz diplomacia com o Generalíssimo Chiang Kai-shek.
- 15 de setembro de 1950: Lidera as forças da ONU na invasão de Inchon, que é vista como uma das maiores operações militares da história.
- 1 de outubro de 1950: Apela às forças norte-coreanas para que deponham as armas.
- 15 de outubro de 1950: Encontra-se com o presidente Truman na Ilha Wake após o desenvolvimento de fortes divergências sobre a condução da Guerra da Coreia. Ao conhecer Truman, é muito perceptível que MacArthur não saúda seu comandante-chefe, mas sim lhe oferece um aperto de mão. Truman concede a MacArthur um quarto cacho de folhas de carvalho em sua Medalha de Serviço Distinto.
- 19 de outubro de 1950: A China intervém na Coreia do Norte com 200.000 soldados.
- Novembro – Dezembro de 1950: Com a China comprometida com uma guerra total contra os EUA na península coreana, MacArthur defende o mesmo em troca contra a China, mas é proibido. Ele fica indignado quando os líderes militares em Washington restringem a guerra apenas ao teatro coreano, o que significa que ele não pode bombardear nem mesmo as pontes do rio Yalu, por onde passam tropas, abastecimentos e material chinês. Ele está ainda impedido de bombardear suas bases na Manchúria. MacArthur expressou sua indignação mais tarde, dizendo que "A ordem de não bombardear as pontes de Yalu foi a decisão mais indefensável e mal concebida já imposta a um comandante de campo na história de nossa nação."
- 25 de março de 1951: MacArthur é instruído a autorizar seus comunicados de imprensa a Washington antes de torná-los públicos.
- 5 de abril de 1951: O congressista republicano Joseph Martin lê uma carta escrita a ele por MacArthur em 20 de março de 1951 para a Câmara dos Representantes. Na carta, MacArthur apoia a visão de Martin de que as forças nacionalistas chinesas deveriam ser empregadas na Guerra da Coréia. Esta posição está em conflito com as políticas da administração Truman.
- 10 de abril de 1951: O presidente Truman reúne-se com altos funcionários sobre, na opinião de Truman, a insubordinação de MacArthur. [4] É decidido que MacArthur deveria ser destituído do comando das forças das Nações Unidas na Coreia.
- 11 de abril de 1951: Após várias críticas públicas à política da Casa Branca na Coreia, que foram vistas como minando a posição do Comandante-em-Chefe, o Presidente Truman remove MacArthur do comando e ordena-lhe que regresse aos Estados Unidos. Alguns sugerem que Truman pode ter trocado MacArthur por uma política nuclear sólida na Coréia, uma vez que ele não confiava em "Brass Hat MacArthur" com armas nucleares. Alguns discordam disso, entretanto, já que MacArthur mais tarde se manifestou contra o uso da bomba por Truman contra o Japão e parece não haver nenhuma evidência concreta de uma grande mudança em seus pontos de vista. [5] Os comandos de MacArthur são entregues ao Tenente General Matthew B. Ridgway.
- 8 de setembro de 1951: Assinado o tratado de paz com o Japão. Abolido o cargo de Comandante Supremo das Potências Aliadas (SCAP).

#### Vida posterior
- 19 de abril de 1951: Em um discurso de despedida perante o Congresso dos Estados Unidos, MacArthur faz seu famoso discurso "Velhos Soldados Nunca Morrem".[6]
- Abril de 1951: Recebeu a Medalha Comemorativa de Ouro pela cidade de Nova York.
- 20 de abril de 1951: Homenageado com um desfile de fitas na cidade de Nova York.
- 25 de abril de 1951: Dirige-se a uma multidão de 50.000 pessoas no Soldier Field em Chicago.
- 27 de abril de 1951: Visita Milwaukee, Wisconsin e recebe diploma honorário da Marquette University.
- 28 de abril de 1951: Recebeu a Medalha de Cidadãos com Serviços Distintos pelos Veteranos de Guerras Estrangeiras.
- 1º de maio de 1951: Recebeu a Medalha de Ouro de Boa Cidadania pelos Filhos da Revolução Americana.
- 3 a 5 de maio de 1951: Comparece perante as comissões de Relações Exteriores e Serviços Armados do Senado. MacArthur responde a perguntas sobre a condução da Guerra da Coreia e sua dispensa do comando. As audiências continuam até 27 de junho de 1951.
- Maio de 1951: Aposenta-se pela segunda vez do Exército dos EUA, mas é listado como permanentemente na ativa devido aos regulamentos relativos àqueles que ocupam o posto de General do Exército. Por motivos administrativos, é designado à revelia para o cargo de Chefe do Estado-Maior do Exército. Fixa residência no Waldorf Astoria Hotel em Nova York.
- 13 de junho de 1951: Discurso ao Legislativo do Estado do Texas em Austin. Alerta contra uma política de apaziguamento.
- 25 de julho de 1951: Discurso ao Legislativo do Estado de Massachusetts em Boston. Ele afirma que é um conceito perigoso para os membros das forças armadas dever a sua lealdade primária aos que exercem autoridade temporária no ramo executivo do governo, e não ao seu país e à sua Constituição.
- 17 de outubro de 1951: Discurso na Convenção Nacional da Legião Americana em Miami, Flórida.
- 1952: Permite que o nome seja colocado nas cédulas primárias para indicação republicana, mas não faz campanha nem anuncia como candidato.
- Julho de 1952: Faz o discurso principal na Convenção Nacional Republicana de 1952. O senador Robert Taft promete aos apoiadores nomear MacArthur como candidato a vice-presidente, mas Taft perde para a indicação de Eisenhower na primeira votação. MacArthur recebeu 10 votos na primeira votação antes dos turnos e apenas 4 votos após os turnos.
- 1952: Nomeado para presidente, sem o seu consentimento, tanto pelo Partido da Constituição quanto pelo America First Party, com o senador Harry F. Byrd como indicado para vice-presidente. Recebe 17.205 votos em todo o país.
- 1952: Aceita o cargo de presidente do conselho de administração da Remington Rand Corporation.
- 17 de dezembro de 1952: A pedido do presidente eleito Eisenhower, MacArthur encontra-se com ele e o secretário de Estado designado John Foster Dulles no Waldorf Astoria para discutir as sugestões de MacArthur para encerrar a Guerra da Coréia. Este é o primeiro encontro entre os dois em seis anos.
- 18 de março de 1954: Encontra-se com o presidente Eisenhower na Casa Branca.
- 1955: É considerado para promoção ao posto de General dos Exércitos. A promoção não se realiza, tendo surgido diversas dificuldades.
- 30 de julho de 1957: Discurso na assembleia de acionistas da Sperry Rand Corporation. Comentários sobre o impacto económico negativo da tributação.
- 1959: O troféu MacArthur Bowl é estabelecido. É um troféu concedido anualmente pela National Football Foundation (NFF) (proprietários e operadores do College Football Hall of Fame) aos times de futebol universitário da NCAA Division I Football Bowl Subdivision que são reconhecidos pela NFF como os Campeões Nacionais. para aquela temporada.
- 1º de dezembro de 1959: Discurso no jantar do Football Hall of Fame na cidade de Nova York.
- 1960: Ativo nos assuntos olímpicos dos EUA.
- 21 de junho de 1960: Investido com o Grande Cordão com Flores Paulownia da Ordem Japonesa do Sol Nascente. (Isso faz de MacArthur um dos poucos generais da história a ser homenageado por um país contra o qual lutou.)
- 10 de janeiro de 1961: Investido como comandante-chefe da Legião de Honra das Filipinas.
- 28 de abril de 1961: Encontra-se com o presidente John F. Kennedy no Waldorf Astoria.
- 6 de junho de 1961: Arthur MacArthur IV se forma na Universidade de Columbia. Vive uma vida adulta reclusa na cidade de Nova York sob um nome falso.
- 4 de julho de 1961: Visita as Filipinas no décimo quinto aniversário da sua independência. Esta é sua última aparição uniformizada.
- 20 de julho de 1961: Encontra-se com o presidente Kennedy na Casa Branca.
- 1961: Recebeu o distintivo honorário de soldado da infantaria de combate pelo Chefe do Estado-Maior do Exército, General George H. Decker. Durante a Segunda Guerra Mundial, Decker serviu como chefe do Estado-Maior do Sexto Exército dos Estados Unidos, que foi um elemento importante sob o comando de MacArthur.
- 12 de maio de 1962: Faz o famoso discurso Dever, Honra e Country em West Point ao aceitar o Prêmio Sylvanus Thayer concedido pela Associação de Graduados de West Point.
- 25 de maio de 1962: Recebe o prêmio Silver Buffalo dos Boy Scouts of America.
- 20 de julho de 1962: Recebeu o Agradecimento do Congresso por votação unânime.[7]
- 16 de agosto de 1962: Encontra-se com o presidente Kennedy na Casa Branca.
- 9 de outubro de 1962: Recebeu a Medalha de Ouro do Congresso.
- 30 de setembro de 1963: Recebeu a Medalha de Realização Distinta pela Maçonaria.

#### Doença e morte
- 2 de março de 1964: Vai ao Hospital do Exército Walter Reed para um check-up devido a dores de estômago.
- 6 de março de 1964: É operado para retirada da vesícula biliar e dos cálculos biliares, que vinham causando icterícia obstrutiva.
- Março de 1964: Visitado pelo presidente Lyndon Johnson enquanto se recuperava de uma cirurgia.
- 5 de abril de 1964: General do Exército Douglas MacArthur morre de insuficiência hepática e renal após cirurgia de vesícula biliar no Hospital do Exército Walter Reed em Washington, D.C. O presidente Johnson ordena que todas as bandeiras dos EUA sejam hasteadas com metade do mastro até depois do enterro de MacArthur.
- 7 de abril de 1964: Velório em homenagem no Arsenal do Sétimo Regimento na cidade de Nova York.
- 8 a 9 de abril de 1964: Seu corpo permanece na rotunda do Capitólio dos Estados Unidos em Washington, D.C. Elogios são dados pelos capelães da Câmara e do Senado e o presidente Johnson deposita uma coroa de flores no caixão de MacArthur. O almirante da Marinha George Dewey e o general dos exércitos John Pershing são os únicos outros oficiais militares que não eram presidentes ou senadores que permaneceram em estado no Capitólio.
- 11 de abril de 1964: Enterrado no MacArthur Memorial em Norfolk, Virgínia.
- 22 de janeiro de 2000: Jean MacArthur morre na cidade de Nova York e é enterrada ao lado do marido.

## Atribuições

### Carreira inicial
- Cadete, Academia Militar dos Estados Unidos, 13 de junho de 1899 a 11 de junho de 1903
- Graduado e comissionado como segundo-tenente, Corpo de Engenheiros, 11 de junho de 1903
- Na Ilha de Guimaraes, PI, com a Companhia I, 3º Batalhão de Engenheiros, outubro de 1903 a novembro de 1904
- Assistente do Oficial de Engenharia, Departamento dos Visayas, Iloilo, PI, outubro de 1903 a março de 1904
- Oficial de Desembolsos e Assistente do Diretor de Engenharia, Divisão das Filipinas, Manila, PI, 27 de fevereiro de 1904 a outubro de 1904
- Assistente do Tenente Coronel TH Handbury, Corpo de Engenheiros, São Francisco, Califórnia, novembro de 1904 a abril de 1905
- Comissão de Detritos da Califórnia, janeiro de 1905 a outubro de 1905
- Assistente do Coronel WH Heuer, Corps of Engineers, San Francisco, Cal., abril de 1905 a outubro de 1905
- Diretor de Engenharia Interino, Divisão do Pacífico, julho de 1905 a outubro de 1905
- Ajudante de campo do Comandante Geral, Divisão do Pacífico, outubro de 1905 a setembro de 1906
- Dever confidencial no Japão, China, Sião, Java, Estados Malaios, Birmânia, Índia e Ceilão, novembro de 1905 a agosto de 1906
- 2º Batalhão de Engenheiros, Quartel de Washington, DC, novembro de 1906 a agosto de 1907
- Ajudante de campo do presidente Theodore Roosevelt, dezembro de 1906 a agosto de 1907
- Assistente do Major WV Judson, Corpo de Engenheiros, Milwaukee, Wisconsin, agosto de 1907 a abril de 1908
- Responsável pelas melhorias nos portos de Manitowoc, Two‑Rivers e Sheboygan, Wisconsin, de novembro de 1907 a abril de 1908
- Graduado pela Escola de Engenharia de Aplicação, 28 de fevereiro de 1908
- Comandante da Companhia K, 3º Batalhão de Engenheiros, Fort Leavenworth, Kansas, abril de 1908 a cerca de 1910
- Fort Leavenworth, Kansas, comandante do batalhão e ajudante e instrutor do batalhão, escolas de serviço do exército, abril de 1908 a novembro de 1912
- Participou da mobilização da Divisão de Manobra em San Antonio, Texas, de março a julho de 1911
- Em Washington, DC, membro e registrador do Conselho de Tropas de Engenheiros, de novembro de 1912 a maio de 1913
- Com o Corpo de Estado-Maior General, maio a setembro de 1913
- Superintendente de Estado, Guerra e Construção da Marinha e membro do Estado-Maior General, 25 de setembro de 1913 a 11 de dezembro de 1915
- Participou da Expedição Vera Cruz, de abril a setembro de 1914
- Com o Estado-Maior, 11 de dezembro de 1915 a 7 de abril de 1916
- Membro do Estado-Maior General, 7 de abril de 1916 a 10 de agosto de 1917

### Meio de carreira
- Chefe do Estado-Maior, 42ª Divisão - 10 de agosto de 1917 a 26 de junho de 1918
- Comandante, 84ª Brigada de Infantaria, 42ª Divisão - 26 de junho de 1918 a 12 de abril de 1919
- Comandante interino, 42ª Divisão - 10 de novembro de 1918 a 22 de novembro de 1918
- Superintendente, Academia Militar dos Estados Unidos - 12 de junho de 1919 a 30 de junho de 1922
- Comandante, Distrito de Manila - 1º de novembro de 1922 a 29 de junho de 1923
- Comandante, 23ª Brigada de Infantaria, Divisão Filipina - 29 de junho de 1923 a 17 de janeiro de 1925
- Comandante, Divisão Filipina - 18 de novembro de 1924 a 30 de janeiro de 1925
- Comandante, Área do Quarto Corpo, Atlanta, Geórgia - 1º de maio de 1925 a 26 de julho de 1925
- Comandante, Área do Terceiro Corpo, Baltimore, Maryland - 1 de agosto de 1925 a 3 de setembro de 1928
- Comandante, Departamento das Filipinas - 1º de outubro de 1928 a setembro de 1930
- Comandante, Área do Nono Corpo, São Francisco, Califórnia - 2 de outubro de 1930 a 20 de novembro de 1930
- Chefe do Estado-Maior, Exército dos Estados Unidos - 21 de novembro de 1930 a 1º de outubro de 1935
- Conselheiro Militar Chefe das Filipinas - 26 de outubro de 1935 a 26 de julho de 1941 (ocupou o cargo de oficial aposentado de 1º de janeiro de 1938.)

### Fim de carreira (Segunda Guerra Mundial e Guerra da Coreia)
- General Comandante das Forças do Exército dos Estados Unidos no Extremo Oriente (USAFFE) - 27 de julho de 1941 a 4 de julho de 1946
- Comandante, Departamento das Filipinas - 27 de julho de 1941 a 21 de março de 1942
- Comandante Supremo Aliado, Área Sudoeste do Pacífico (SWPA) - 18 de abril de 1942 a 2 de setembro de 1945
- Comandante-em-Chefe das Forças do Exército dos Estados Unidos no Pacífico (AFPAC) - 6 de abril de 1945 a 31 de dezembro de 1946
- Comandante Supremo das Potências Aliadas (SCAP), Japão - 14 de agosto de 1945 a 11 de abril de 1951
- Comandante-em-Chefe, Comando do Extremo Oriente - 1 de janeiro de 1947 a 11 de abril de 1951
- Comandante-em-Chefe, Comando das Nações Unidas, Coreia - 8 de julho de 1950 a 11 de abril de 1951 [8]

## Cronologia de patentes
Fonte: 
| Insígnia                 | Patente                       | Componente                          | Data                                                                   |
| ------------------------ | ----------------------------- | ----------------------------------- | ---------------------------------------------------------------------- |
| Nenhuma                  | Cadete                        | Academia Militar dos Estados Unidos | 13 de junho de 1899                                                    |
| Nenhuma insígnia em 1903 | Segundo-tenente, Engenheiros  | Exército Regular                    | 11 de junho de 1903                                                    |
|                          | Primeiro-tenente, Engenheiros | Exército Regular                    | 23 de abril de 1904                                                    |
|                          | Capitão, Engenheiros          | Exército Regular                    | 27 de fevereiro de 1911                                                |
|                          | Major, Engenheiros            | Exército Regular                    | 11 de dezembro de1915                                                  |
|                          | Coronel, Infantaria           | Exército Nacional                   | 11 de agosto de 1917 (Data de classificação: 5 de agosto de 1917)      |
|                          | Brigadeiro-General            | Exército Nacional                   | 11 de julho de 1918 (Data de classificação: 26 de junho de 1918)       |
|                          | Brigadeiro-General            | Exército Regular                    | 28 de fevereiro de 1920 (Data de classificação: 20 de janeiro de 1920) |
|                          | Major-general                 | Exército Regular                    | 17 de janeiro de 1925                                                  |
|                          | General                       | Temporário                          | 21 November 1930                                                       |
|                          | Revertido para Major-general  | Exército Regular                    | 1 de outubro de 1935                                                   |
|                          | General                       | Aposentados                         | 1 de janeiro de 1938                                                   |
|                          | Major-general                 | Exército Regular                    | 26 de julho de 1941 (Chamado de volta ao serviço ativo)                |
|                          | Tenente-general               | Exército dos Estados Unidos         | 27 de julho de 1941                                                    |
|                          | General                       | Exército dos Estados Unidos         | 22 de dezembro de 1941 (Data de classificação: 16 de setembro de 1936) |
|                          | General do Exército           | Exército dos Estados Unidos         | 18 de dezembro de 1944                                                 |
|                          | General do Exército           | Exército Regular                    | 23 de março de 1946                                                    |

Em 1955, a legislação estava nos estágios iniciais de consideração pelo Congresso dos Estados Unidos que teria autorizado o Presidente dos Estados Unidos a promover Douglas MacArthur ao posto de General dos Exércitos.   Uma medida semelhante também foi proposta sem sucesso por Stuart Symington em 1945.  No entanto, devido a várias complicações que surgiriam se tal promoção ocorresse, o projeto foi retirado.

## Ordens, condecorações e medalhas
Ao longo de sua carreira, Douglas MacArthur ganhou quase 100 prêmios militares e honras nacionais, incluindo: 
| | |                                                           | |  |  |  |  |  |  |  |  |
| Bronze oak leaf cluster · Bronze oak leaf cluster · Predefinição:Ribbon devices/alt · Bronze oak leaf cluster · Bronze oak leaf cluster · Bronze oak leaf cluster · Bronze oak leaf cluster · Predefinição:Ribbon devices/alt | |                                                           | |  |  |  |  |  |  |  |  |
| | Silver oak leaf cluster · Bronze oak leaf cluster · Bronze oak leaf cluster · Predefinição:Ribbon devices/alt |                                                           | V · Predefinição:Ribbon devices/alt                                                                 |  |  |  |  |  |  |  |  |
| | Bronze oak leaf cluster · Predefinição:Ribbon devices/alt                                                     |                                                           | |  |  |  |  |  |  |  |  |
| Bronze star · Bronze star · Bronze star · Bronze star · Bronze star · Predefinição:Ribbon devices/alt | | Bronze star · Predefinição:Ribbon devices/alt             | Arrowhead · Silver star · Bronze star · Bronze star · Bronze star · Predefinição:Ribbon devices/alt |  |  |  |  |  |  |  |  |
| | | Bronze oak leaf cluster · Predefinição:Ribbon devices/alt | Arrowhead · Bronze star · Bronze star · Bronze star · Predefinição:Ribbon devices/alt               |  |  |  |  |  |  |  |  |
| Predefinição:Ribbon devices/alt | Predefinição:Ribbon devices/alt                                                                               |                                                           | |  |  |  |  |  |  |  |  |
| | |                                                           | Predefinição:Ribbon devices/alt                                                                     |  |  |  |  |  |  |  |  |
| | | Predefinição:Ribbon devices/alt                           | |  |  |  |  |  |  |  |  |
| | Predefinição:Ribbon devices/alt                                                                               | Predefinição:Ribbon devices/alt                           | |  |  |  |  |  |  |  |  |
| | |                                                           | |  |  |  |  |  |  |  |  |
| | Gold star · Predefinição:Ribbon devices/alt                                                                   | Predefinição:Ribbon devices/alt                           | |  |  |  |  |  |  |  |  |
| | |                                                           | |  |  |  |  |  |  |  |  |
| | | Bronze star · Predefinição:Ribbon devices/alt             | Bronze star · Bronze star · Predefinição:Ribbon devices/alt                                         |  |  |  |  |  |  |  |  |
| | Predefinição:Ribbon devices/alt                                                                               |                                                           | |  |  |  |  |  |  |  |  |

| Bronze oak leaf cluster · Bronze oak leaf cluster · Bronze oak leaf cluster · Predefinição:Ribbon devices/alt | Predefinição:Ribbon devices/alt | Predefinição:Ribbon devices/alt |

Nota 1 - O General MacArthur recebeu todas as condecorações e medalhas de serviço do Exército dos EUA para as quais era potencialmente elegível, exceto a Legião de Mérito. 
Nota 2 - O General MacArthur recebeu um total de 14 insígnias de serviço no exterior - 3 divisas de ouro para a Primeira Guerra Mundial, 9 barras de serviço no exterior para a Segunda Guerra Mundial e 2 para a Guerra da Coreia. 

## Prêmios civis
Além dos prêmios militares e honras nacionais listados acima, o General MacArthur recebeu inúmeras outras honrarias e prêmios. Abaixo está uma listagem parcial. 
- Medalha de Ouro do Clube do Exército e da Marinha (1935)
- Medalha de Serviço Distinto da Legião Americana (1942)
- Prêmio Escoteiros da América Silver Buffalo (1946)
- Medalha Memorial Roosevelt Theodore Roosevelt (1946)
- Medalha de Ouro de Boa Cidadania dos Filhos da Revolução Americana (1951)
- Medalha de Serviço Distinto de Cidadãos de Veteranos de Guerras Estrangeiras (1951)
- Medalha de Ouro da Fundação Nacional de Futebol (1959)
- Medalha da Liberdade da Ordem de Lafayette (1961)
- Prêmio Sylvanus Thayer da Academia Militar dos Estados Unidos (1962)
- Agradecimentos do Congresso (1962)
- Medalha de Ouro do Congresso (1962)
- Medalha de Realização Distinta dos Maçons (1963)
- Coreia do Sul - Ordem do Mérito da Fundação Nacional (1964)

O General MacArthur apareceu na capa da revista Time um total de oito vezes. Ele também foi capa da revista Life seis vezes. Além disso, seu chapéu de marca registrada "scrambled eggs" ("ovos mexidos") apareceu na capa da revista Life após sua morte em 1964.

## Associações
O General MacArthur pertencia a várias sociedades militares e hereditárias, incluindo a Sociedade de Cincinnati (eleito membro honorário da Sociedade de Nova York em 1950), Ordem Militar da Legião Leal dos Estados Unidos (insígnia número 15.317), Filhos dos Veteranos da União da Guerra Civil, Filhos da Revolução Americana (aceito pela Empire State Society em 27 de agosto de 1945, e com número de membro nacional 65.843 e número de membro estadual 7.723), Ordem Militar das Guerras Estrangeiras, Ordem Militar das Guerras Mundiais (da qual ele serviu como comandante nacional em 1928), da Ordem de Lafayette, dos Veteranos de Guerras Estrangeiras, e da Legião Americana (membro do Posto 23 em Milwaukee, Wisconsin). MacArthur foi empossado como Supremo Carabao da Ordem Militar do Carabao em sua reunião anual em Washington, DC, em 27 de fevereiro de 1932. 
Em 1942 ele recebeu a Medalha de Serviço Distinto da Legião Americana.  Em 13 de outubro de 1951, foi eleito presidente nacional honorário da Sociedade dos Fundadores da Legião Americana.
MacArthur também era elegível para membro dos Filhos da Revolução, Sociedade das Guerras Coloniais e da Ordem das Guerras Indígenas dos Estados Unidos, no entanto, a sua adesão a estas organizações não foi confirmada. 
Em 17 de janeiro de 1936, MacArthur foi feito maçom à primeira vista por Samuel Hawthorne, Grão-Mestre dos Maçons nas Filipinas, em uma cerimônia de duas horas. Depois de ser elevado ao grau de Mestre Maçom, MacArthur ingressou na Manila Lodge No.1. Em 19 de outubro de 1937, foi eleito Cavaleiro Comandante do Tribunal de Honra e, em 8 de dezembro de 1947, foi coroado com o 33º Grau honorário na Embaixada Americana em Tóquio. Ele também foi membro vitalício do Santuário do Nilo em Seattle, Washington. 